# 천안 천흥사지 오층석탑
천안 천흥사지 오층석탑(天安 天興寺址 五層石塔)은 대한민국 충청남도 천안시 서북구 성거읍 천흥리 190-2에 있는, 고려 시대에 세워진 5층 석탑이다. 1963년 1월 21일 대한민국 보물 제354호로 지정되었다.

## 개요
천흥사 터에 서 있는 고려 시대의 석탑이다.
2단의 기단(基壇) 위에 5층의 탑신을 올린 거대한 모습으로, 고려 왕조 창건 초기 석탑의 규모가 다시 커지던 당시의 양상을 잘 보여주고 있다.
탑신을 받치고 있는 기단은 아래층이 너무 얕아 마치 1층으로 된 듯하다. 아래층 기단의 4면에는 각 면마다 7개씩의 안상(眼象)이 촘촘히 조각되어 있다. 위층 기단의 4면에는 모서리마다 기둥 모양을 새겨 두었다. 탑신은 각 층의 몸돌과 지붕돌을 각각 하나의 돌로 새겼다. 몸돌은 4면의 모서리에만 기둥 모양을 뚜렷하게 새겨놓았고, 위층으로 올라가면서 줄어드는 비율이 비교적 완만하다. 지붕돌은 얇고 너비가 좁으며, 밑받침이 3단으로 매우 얕게 조각되었다. 경사면은 가파르다가 이내 수평을 이루고 있어 그 반전감이 크고, 네 귀퉁이에서의 들림은 날아갈 듯 가뿐하다.
전체적으로 웅장하고 아름다우며 돌의 구성에도 규율성이 있다. 특히 탑신에서 보이는 완만한 체감율은 온화하고 장중한 느낌을 더해 준다.
절터에는 탑 외에도 천안 천흥사지 당간지주(보물 제99호)가 남아 있으며, 국보 제280호인 천흥사명 동종(銅鍾)은 국립중앙박물관으로 옮겨져 있다. 동종은 남겨진 기록에 의해 고려 현종 원년(1010년)에 만들어진 것으로 보고 있는데, 이 탑 역시 이와 시대를 같이하는 것으로 추정된다.

## 같이 보기
- 성거산 천흥사명 동종 - 국보 제280호

## 참고 문헌
- 천안 천흥사지 오층석탑 - 국가유산청 국가유산포털
- 《문화재해설》, 충청남도, 1990년
- 《문화재대관》, 충청남도, 1996년
- 《천안시지》, 천안시, 1997년
- 《충청남도지정문화재해설집》, 충청남도, 2001년
- 이 문서에는 다음커뮤니케이션(현 카카오)에서 GFDL 또는 CC-SA 라이선스로 배포한 글로벌 세계대백과사전의 내용을 기초로 작성된 글이 포함되어 있습니다.